# François Eugène Sanglé-Ferrière
François Eugène Sanglé-Ferrière (Clamecy, 3 dicembre 1815 – Clamecy, 15 aprile 1879) è stato un generale francese.

## Biografia
Figlio di François Etienne Sanglé-Ferrière, Receveur des Finances dell'Impero francese e agente di commercio, e di sua moglie Françoise Becquerel, François Eugène nacque a Clamecy nel 1815.
Frequentò la scuola militare di Saint-Cyr, diplomandosi col grado di sottotenente nel 1838, divenendo da subito membro dell'esercito francese. Dopo una rapida carriera, raggiunse il grado tenente colonnello nel 35º reggimento di fanteria di linea e poi quello di colonnello dell'88º reggimento di fanteria di linea, rango col quale combatté nella seconda guerra d'indipendenza italiana a Magenta ed a Solferino.
Morì nella natìa Clamecy nel 1879.